# Stuart-Ölschieferprojekt
Koordinaten: 23° 47′ 11,9″ S, 151° 8′ 48,5″ O
Das Stuart-Ölschieferprojekt war ein Entwicklungsprojekt zur Gewinnung von Rohöl aus Ölschiefer in Australien an der Ostküste bei Gladstone in Queensland. Es war Australiens erster größerer Versuch seit den 1950er Jahren, um einen erneuten Versuch zur kommerziellen Gewinnung von Öl aus Schiefervorkommen zu unternehmen. Das Projekt war ursprünglich von den australischen Unternehmen Southern Pacific Petroleum N.L. und Central Pacific Minerals N.L. (SPP/CPM) begonnen worden.

## Geschichte
1995 unterzeichnete SPP/CPM ein Joint-Venture-Übereinkommen mit dem kanadischen Unternehmen Suncor Energy, um das Ölschiefervorkommen bei Stuart auszubeuten. Suncor war als Projektführer vorgesehen. Im April 2001 verließ Suncor das Projekt, und SPP/CPM wurde der einzige Anteilseigner. Im Februar 2002, während der Restrukturierung von SPP/CPM, wurde SPP die Muttergesellschaft für die Aktivitäten der Gruppe einschließlich des Stuart-Ölschieferprojektes.
Weil SPP im Mai 2003 feste und variable Erträge zugunsten des Unternehmens Sandco Koala LLC garantiert hatte, verklagte Sandco Koala das Unternehmen SPP am 2. Dezember 2003.
Im Februar 2004 wurde das Stuart-Ölschieferprojekt an das neu gegründete Unternehmen „Queensland Energy Resources“ verkauft. Die Anlage wurde am 21. Juli 2004 aus wirtschaftlichen und Umweltschutz-Gründen geschlossen.

## Industrie
Die erste Stufe des Projektes, das 250 bis 360 Millionen australische Dollar kostete, bestand aus einer Ölschiefer-Mine und einer Pilotanlage zur Extraktion des Öles aus dem Schiefer. Die Anlage war zwischen 1997 und 1999 nach kanadischen Lizenzen u. a. unter Einbezug von Lieferungen deutscher Anlagenbau-Unternehmen konstruiert worden. Die Anlage, die von 1999 bis 2004 in Betrieb war, nutzte die „Alberta-Taciuk-ProcessorATP“-Retortentechnologie. Dies war die erste industrielle Anwendung der ATP-Technologie weltweit bei Ölschiefer. Die Anlage war konzipiert, um 6000 Tagestonnen Ölschiefer zu verarbeiten und hieraus eine Ausbringung von 4.500 Barrel Öl zu erzeugen. Von 2000 bis 2004 produzierte die Pilotfabrik über 1,5 Millionen Barrel Öl.
Der zweite Schritt mit einem Kostenumfang von 600 Millionen australischen Dollar war aus einem einzelnen Großmodul geplant, das viermal so groß sein soll wie die erste Anlage, mit einer Gesamtkapazität von 19.000 Barrel Ölprodukte (Naphtha und Mittleres Schieferöl) täglich. Ursprünglich sollte die Anlage 2006 in Betrieb gehen. Der dritte Schritt war geplant mit einer Mehrfach-Installation solcher Einheiten, mit einer Kapazität bis zu 200.000 Barrel täglich.  Diese war zur Inbetriebnahme zwischen 2010 und 2013 vorgesehen.
Die Umweltbewertung der Stufe 2 wurde im Dezember 2004 ausgesetzt.
Seit Schließung steht die Fabrik unter vorläufiger Instandhaltung in betriebsbereitem Zustand.

## Technik
Kernmodul der Schiefer-Ölextraktion in Stuart ist der ATP-Prozessor nach einem kanadisch-jugoslawischen Verfahrenstechniker namens Taciuk. Dieser Prozessor ist
- ein waagerechtes Drehrohr
- mit teilweiser Doppelwandung,
- das mittels Förderelementen (Schnecken) das Ölschiefermaterial einzieht,
- das Material allmählich innen auf dem Hinweg erwärmt,
- Öl in Dampfform aus dem Schiefer heraustreibt,
- und sodann den restlichen, nicht mehr als Öl gewinnbaren Schieferölgehalt durch innere Verbrennung in einer Kammer zur Erzeugung von Prozesswärme nutzt.
- Auf dem Rückweg in der äußeren Mantelung werden die aschehaltigen Schieferreste ausgetragen
- und geben hierbei längs ihres Rückwegs die Wärme an das innen neu aufgegebene Material ab.

Das gesamte System sollte sich nach damaligem Kostenstand lohnen, wenn der Preis für ein Barrel Rohöl über die Marke von 17 US-Dollar klettere: eine Bedingung, die über die gesamte Laufzeit des Projektes zutraf.

## Kontroverse
Das Projekt war aufs schwerste von Umweltschützern kritisiert worden. Mehr als 20.000 Menschen und 27 Vereinigungen von Umweltschützern, Tourismus-Verbänden und Fischern beklagten die Emission von Treibhausgasen. Greenpeace behauptete, dass die Emission annähernd viermal höher sei als bei der konventionellen Ölgewinnung, obwohl SPP damit geworben hatte, dass die Emission von Treibhausgasen in der Stufe 3 um 5 % unter den Werten konventioneller Ölproduktion liegen werde. Greenpeace beklagte auch, dass das Stuart-Projekt eine signifikante Quelle von hoch toxischem Dioxinen sei und das Weltnaturschutzgebiet des Great Barrier Reef in der Stufe 3 zerstören würde. Auch wurden Sorgen um die öffentliche Gesundheit laut.